# 1720 en philosophie
Chronologie de la philosophie
- 1716
- 1717
- 1718
- 1719
- 1720
- 1721
- 1722
- 1723
- 1724

L’année 1720 a été marquée, en philosophie, par les événements suivants :

## Publications
- Publication de la Monadologie, œuvre philosophique traitant de métaphysique écrite par le philosophe, mathématicien et savant polymathe allemand Gottfried Wilhelm Leibniz en 1714, en français.

- François Poullain de La Barre :  La Doctrine des protestans sur la liberté de lire l’Écriture sainte, le service divin en langue entenduë, l’invocation des saints, le sacrement de l’Eucharistie, Genève, 1720.

- Christian Thomasius : Vernünflige Gedanken über allerhand auserlesene und juristische Handel (1720-1721)

- John Toland : 
  - Pantheisticon, sive formula celebrandae sodalitatis socraticae. Il y défend un mécanisme universel et un matérialisme dynamique. Pour lui, Dieu n'est que l'univers corporel dans sa totalité. Cet univers est éternel, doté d'un mouvement spontané tout à fait déterministe dont proviennent la vie et la pensée. Les êtres vivants en proviennent par application des lois mécaniques et la pensée n'est qu'un mouvement du cerveau. Par conséquent, la seule religion naturelle est le panthéisme. Traduction : Pantheisticon ou formule pour célébrer la société socratique des panthéistes, La Luminade, 2006.
  - Clidophorus ou de la philosophie ésotérique et exotérique. Toland distingue deux philosophies, la première « manifeste et publique accommodée aux préjugés populaires et à la religion établie par la loi, l’autre privée et secrète, par laquelle était enseignée sans déguisement la réelle vérité au petit nombre de ceux qui pouvaient l’entendre et étaient capables de discrétion ». Traduction Tristan Dagron : Clidophorus, Allia, 2002, 96 p.

## Naissances
- 13 mars à Genève : Charles Bonnet,  mort le 20 mai 1793 à Genève, est un naturaliste et philosophe genevois. On lui attribue parfois la nationalité suisse[1], mais il était plutôt de nationalité genevoise, la République de Genève, bien qu'alliée aux cantons suisses protestants depuis le XVIe siècle, ne s'étant jointe à la Confédération suisse qu'en mai 1815[2]. On doit à Bonnet la description de la parthénogenèse chez le puceron, mais aussi des travaux sur les régénérations animales, la psychologie, et sur la théorie de la génération.